# Rajkot
Rajkot (Gujarati: રાજકોટ, Hindi: राजकोट) è una suddivisione dell'India, classificata come municipal corporation, di 966.642 abitanti, capoluogo del distretto di Rajkot, nello stato federato del Gujarat. In base al numero di abitanti la città rientra nella classe I (da 100.000 persone in su). Rajkot è la quarta città dello stato per popolazione.

## Geografia fisica
La città è situata a 22° 18' 0 N e 70° 46' 60 E e ha un'altitudine di 133 m s.l.m..

## Società

### Evoluzione demografica
Al censimento del 2001 la popolazione di Rajkot assommava a 966.642 persone, delle quali 506.915 maschi e 459.727 femmine. I bambini di età inferiore o uguale ai sei anni assommavano a 113.590, dei quali 62.441 maschi e 51.149 femmine. Infine, coloro che erano in grado di saper almeno leggere e scrivere erano 719.070, dei quali 397.971 maschi e 321.099 femmine.